# ألان هاربر
ألان هاربر (بالإنجليزية: Alan Harper)‏ (1 نوفمبر 1960 ليفربول المملكة المتحدة - ) هو لاعب كرة قدم بريطاني.

## روابط خارجية
- ألان هاربر على موقع قاعدة بيانات كرة القدم.إي يو (الإنجليزية)
- ألان هاربر على موقع Soccerbase.com (لاعب) (الإنجليزية)
- ألان هاربر على موقع عالم كرة القدم.نت (الإنجليزية)